# ∴
∴は、数学などでは「ゆえに（故に）」または「したがって（従って）」(therefore) と読み、それまでの内容から誘導できる結論に使用される学術記号である。

## 歴史
フロリアン・カジョリによると、数学者のヨハン・ハインリッヒ・ラーン(de)が1656年に自著で使用したのが最初である。

## 使用法

### 数学
証明などで使用される。

### 地図記号
国土地理院の地形図では地図記号として使われる。互いに無関係な2つの意味があり、
- 植生記号としては「茶畑」
- 建物記号としては「史跡・名勝地・天然記念物」

を表す。

### 省略
フリーメイソンや黄金の夜明け系秘教団体では、省略記号に使われる。A∴A∴ (銀の星 = Argenteum Astrum) のようなアクロニムで各文字の後に付けられる。

## 符号位置
| 記号 | Unicode | JIS X 0213 | 文字参照                  | 名称             |
| ---- | ------- | ---------- | ------------------------- | ---------------- |
| ∴    | U+2234  | 1-1-72     | &there4; &#x2234; &#8756; | ゆえに THEREFORE |